# Uruk
Uruk (sumer. Unug, bibl. Ereč, grč. Ὀρχόη/Orchoë, arap. وركاء Varka) je bio drevni mezopotamijski grad u Sumeru i kasnije Babiloniji, smješten istočno od današnjeg toka Eufrata, na crti drevnog kanala Nil, u oblasti močvara, oko 230 km jugozapadno od Bagdada. Još uvijek postoji nedokazana teorija da je suvremeni naziv za Irak mogao potjecati od naziva Uruk. Na svom vrhuncu, oko 2900. pr. Kr., Uruk je vjerojatno imao oko 80.000 stanovnika koji su živjeli u 6 kvadratnih kilometara okruženih zidom, što ga je činilo najvećim gradom na svijetu u to vrijeme.
Uruk je 2016. godine, zajedno s još šest lokaliteta pod nazivom „Ahvar u južnom Iraku”, upisan na UNESCO-ov popis mjesta svjetske baštine u Aziji kao „jedan od tri arheološka lokaliteta mezopotamijskih gradova iz vremena vladavine Sumerana, između 4. i 3. tisućljećja prije Krista u jednom od najvećih kopnenih sustava ušća u krajnje vrućem i suhom okolišu”.

## Povijest
Uruk je bio jedan od najstarijih i najvažnijih gradova Sumera. Predstavljao je prijestolnicu Gilgameša, junaka slavnog istoimenog epa. Za zidove se govorilo da su sagrađeni po zapovijedi Gilgameša ili, što je vjerojatnije, njegovog prethodnika Enmerkara, osnivača grada prema „Sumerskom popisu kraljeva”, kojemu se također pripisuje i gradnja slavnog hrama zvanog Eanna, posvećenog štovanju božice Inanna (Ištar). Njegov otac Mesh-ki-ag-gasher je "ušao u more i nestao". Ostali povijesni kraljevi Uruka uključuju Lugalzagesija od Umme (današnja Djokha) koji je osvojio Uruk i Utuhegala.
Uruk je igrao vrlo važnu ulogu u političkoj povijesti od najranijih vremena, s obzirom na to da je imao hegemoniju nad Babilonijom prije perioda u kome se pojavljuje Sargon. Kasnije je igrao važnu ulogu u borbi Babilonaca protiv Elamita sve do godine 2004. pr. Kr., kada je teško stradao; sjećanja na neke od ovih sukoba su uobličena u Ep o Gilgamešu, te predstavljaju izvor podataka o Uruku tog vremena. Preživjela je i ogromna arhiva hrama sadrži novobabilonske dokumente o društvenoj funkciji hrama kao centra za redistribuciju. U doba gladi, obitelji su znale svoju djecu ponuditi hramu kao oblate.
Oppenheim tvrdi: „U Uruku, u južnoj Mezopotamiji, sumerska civilizacija je izgleda dosegla svoj kreativni vrhunac. To se može vidjeti iz opetovanih referenci na ovaj grad u vjerskim i, pogotovo, književnim tekstovima, uključujući one koji imao mitološki kontekst; historijska tradicija sačuvana u popisu sumerskih kraljeva to potvrđuje. Izgleda da se centar političke moći od Uruka premjestio u Ur.“.
Prema Bibliji (Knjiga postanka 10:10), Ereč (vjerojatno Uruk) je bio drugi grad kojeg je osnovao Nimroda. Također se čini da je bio dom Arčavita, prognanih od Asnapera u Samariju (Ezra 4:9–10). Lokacije spomenute u Ezri su sve iz južne Mezopotamije, te se čini da bi Asnaper mogao biti asirski kralj Asurbanipal koji je poduzeo pohod protiv južnih Babilonaca.

## Arheologija
Uruk je prvi put iskapao njemački tim koji je vodio Julius Jordan pred sam Prvi svjetski rat. Ova ekspedicija vratila se 1928. godine i vršila daljnja iskapanja do 1939., pa se vratila godine 1954. pod vodstvom H. Lenzena i napravila sustavna iskopavanja sljedećih godina. Ova su iskopavanja pronašla neke rane sumerske dokumente te veliku kolekciju pravnih i obrazovnih ploča iz seleukidskog perioda, koje je objavio Adam Falkenstein i ostali njemački epigrafisti.
- Ukrasni mozaik na stubištu (Habuba Kabira), Muzej Pergama, Muzejski otok u Berlinu
- Maska iz Varke, 3100. pr. Kr., Nacionalni muzej u Bagdadu.
- Katalog (kolofon) klinopisa knjižnice u Varki iz 1. st. pr. Kr., Louvre, Pariz.
- Bik iz Varke, oko 3000. pr. Kr., Louvre, Pariz.

## Poveznice
- Sumer
- Babilonija

## Vanjske poveznice
- Najraniji dokazi ratovanja većih razmjera u drevnoj Mezopotamiji (Hamoukar vs. Uruk)
- Uruk (enciklopedija Britannica)
- Arheološka ekspedicija u Uruku 2002. godine (Rferl.org)
- K. Kris Hirst: Uruk (About.com)  Arhivirana inačica izvorne stranice od 23. svibnja 2009. (Wayback Machine)
- Digitalne fotografije iz Uruka (CDLI)  Arhivirana inačica izvorne stranice od 17. lipnja 2011. (Wayback Machine)